# Coleophora kautzi
Coleophora kautzi é uma espécie de mariposa do gênero Coleophora pertencente à família Coleophoridae.